# Fécamp
Fécamp är en kommun i departementet Seine-Maritime i regionen Normandie i norra Frankrike. Kommunen ligger i kantonen Fécamp som tillhör arrondissementet Le Havre. År 2022 hade Fécamp 17 961 invånare.
Fécamp har vuxit fram runt ett kloster grundat 658. Dess klosterkyrka byggdes 1175–1225. I klostret har senare rådhus, museum och bibliotek inrymts. Fécamp har främst varit känd som fiskestad, här har även funnits varv och fiskkonservfabrik, Fécamp blev även känd som badort. En likör, Bénédictine de Fécamp har tillverkats i staden.

## Befolkningsutveckling
Antalet invånare i kommunen Fécamp
| Referens: INSEE |

## Galleri

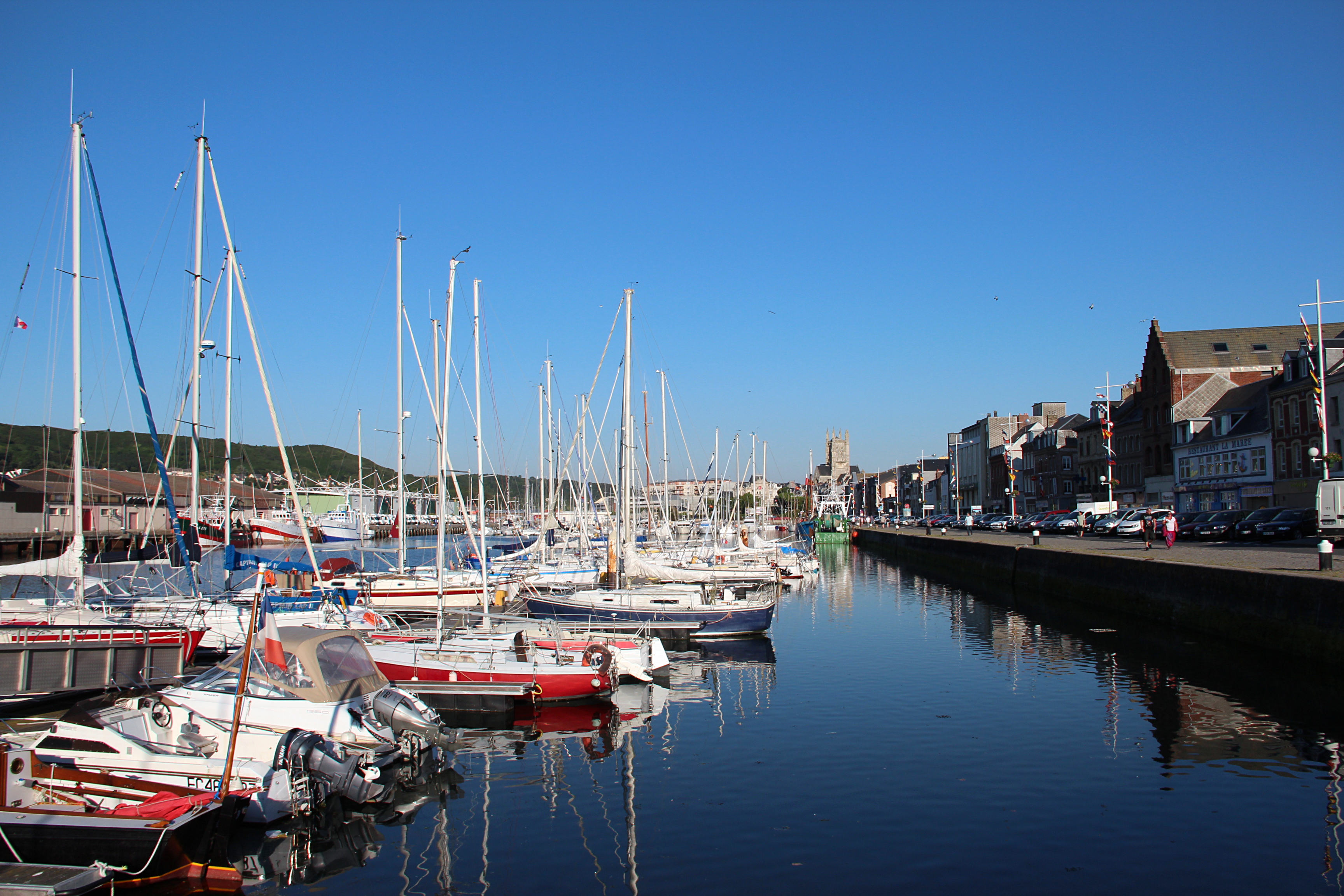
Småbåtshamnen
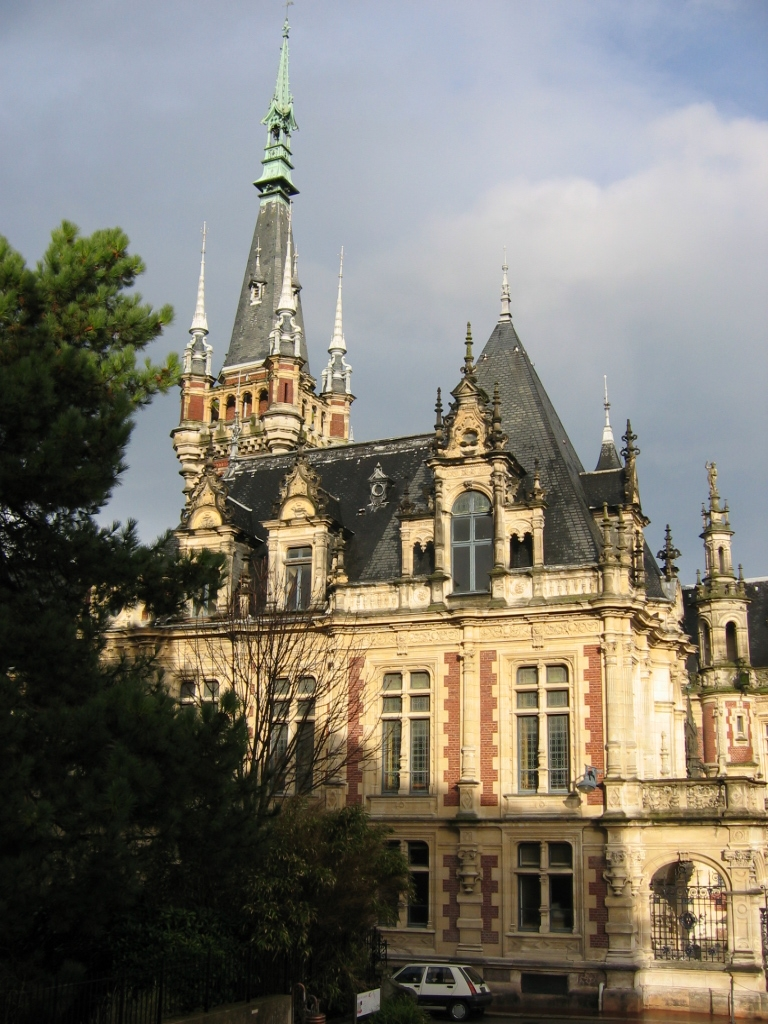
Palais de la Bénédictine i Fécamp